# Baron Buckhurst
Baron Buckhurst, of Buckhurst in the County of Sussex, ist ein erblicher britischer Adelstitel, der je einmal in der Peerage of England und in der Peerage of the United Kingdom verliehen wurde.

## Verleihungen
Erstmals wurde der Titel am 8. Juni 1567 durch Letters Patent in der Peerage of England für den Unterhausabgeordneten Sir Thomas Sackville geschaffen. Er wurde am 13. März 1604 auch zum Earl of Dorset erhoben. Sein Ur-ur-urenkel, der 7. Earl, wurde am 17. Juni 1720 zudem zum Duke of Dorset erhoben. Alle genannten Titel erloschen schließlich beim kinderlosen Tod von dessen Enkel, dem 5. Duke, am 29. Juli 1843.
In zweiter Verleihung wurde der Titel am 27. April 1864 in der Peerage of the United Kingdom an Elizabeth Sackville-West verliehen. Sie war die Schwester des verstorbenen 4. Dukes of Dorset und Gattin des George Sackville-West, 5. Earl De La Warr. Die Verleihung erfolgte mit dem besonderen Zusatz, dass der Titel bei ihrem Tod an ihren zweitältesten Sohn Reginald Sackville und dessen männliche Nachkommen sowie nach diesem an dessen jüngere Brüder und deren männliche Nachkommen übergehen solle. Entsprechend beerbte sie ihr Sohn Reginald 1870 als 2. Baron. Als dessen älterer Bruder Charles, der Erbe seines Vaters, 1873 kinderlos starb, erbte Reginald auch dessen Titel als 7. Earl De La Warr, 7. Viscount Cantelupe und 13. Baron De La Warr. Der älteste Sohn des jeweiligen Earls führt seither als Titelerbe (Heir apparent) den Höflichkeitstitel Lord Buckhurst. Heutiger Titelinhaber ist seit 1988 dessen Ur-urenkel William Sackville, 11. Earl De La Warr, als 6. Baron Buckhurst.

## Liste der Barone Buckhurst

### Barone Buckhurst, erste Verleihung (1567)
- Thomas Sackville, 1. Earl of Dorset, 1. Baron Buckhurst (1527–1608)
- Robert Sackville, 2. Earl of Dorset, 2. Baron Buckhurst (1561–1609)
- Richard Sackville, 3. Earl of Dorset, 3. Baron Buckhurst (1589–1624)
- Edward Sackville, 4. Earl of Dorset, 4. Baron Buckhurst (1590–1652)
- Richard Sackville, 5. Earl of Dorset, 5. Baron Buckhurst (1622–1677)
- Charles Sackville, 6. Earl of Dorset, 6. Baron Buckhurst (1638–1706)
- Lionel Sackville, 1. Duke of Dorset, 7. Baron Buckhurst (1688–1765)
- Charles Sackville, 2. Duke of Dorset, 8. Baron Buckhurst (1711–1769)
- John Sackville, 3. Duke of Dorset, 9. Baron Buckhurst (1745–1799)
- George Sackville, 4. Duke of Dorset, 10. Baron Buckhurst (1793–1815)
- Charles Sackville-Germain, 5. Duke of Dorset, 11. Baron Buckhurst (1767–1843)

### Barone Buckhurst, zweite Verleihung (1864)
- Elizabeth Sackville-West, Countess De La Warr, 1. Baroness Buckhurst (1795–1870)
- Reginald Sackville, 7. Earl De La Warr, 2. Baron Buckhurst (1817–1896)
- Gilbert Sackville, 8. Earl De La Warr, 3. Baron Buckhurst (1869–1915)
- Herbrand Sackville, 9. Earl De La Warr, 4. Baron Buckhurst (1900–1976)
- William Sackville, 10. Earl De La Warr, 5. Baron Buckhurst (1921–1988)
- William Sackville, 11. Earl De La Warr, 6. Baron Buckhurst (* 1948)

Heir apparent ist der Sohn des aktuellen Titelinhabers, William Sackville, Lord Buckhurst (* 1979).